# 北麂乡
北麂乡是中华人民共和国浙江省温州市瑞安市下辖的一个乡。
2015年12月25日，浙江省人民政府批复同意调整东山街道管辖范围，增设北麂乡，乡政府驻海利村。

## 行政区划
北麂乡下辖以下村级行政区划单位：
海利村、立公村、东联村和壳菜岙村。